# Pano5+1

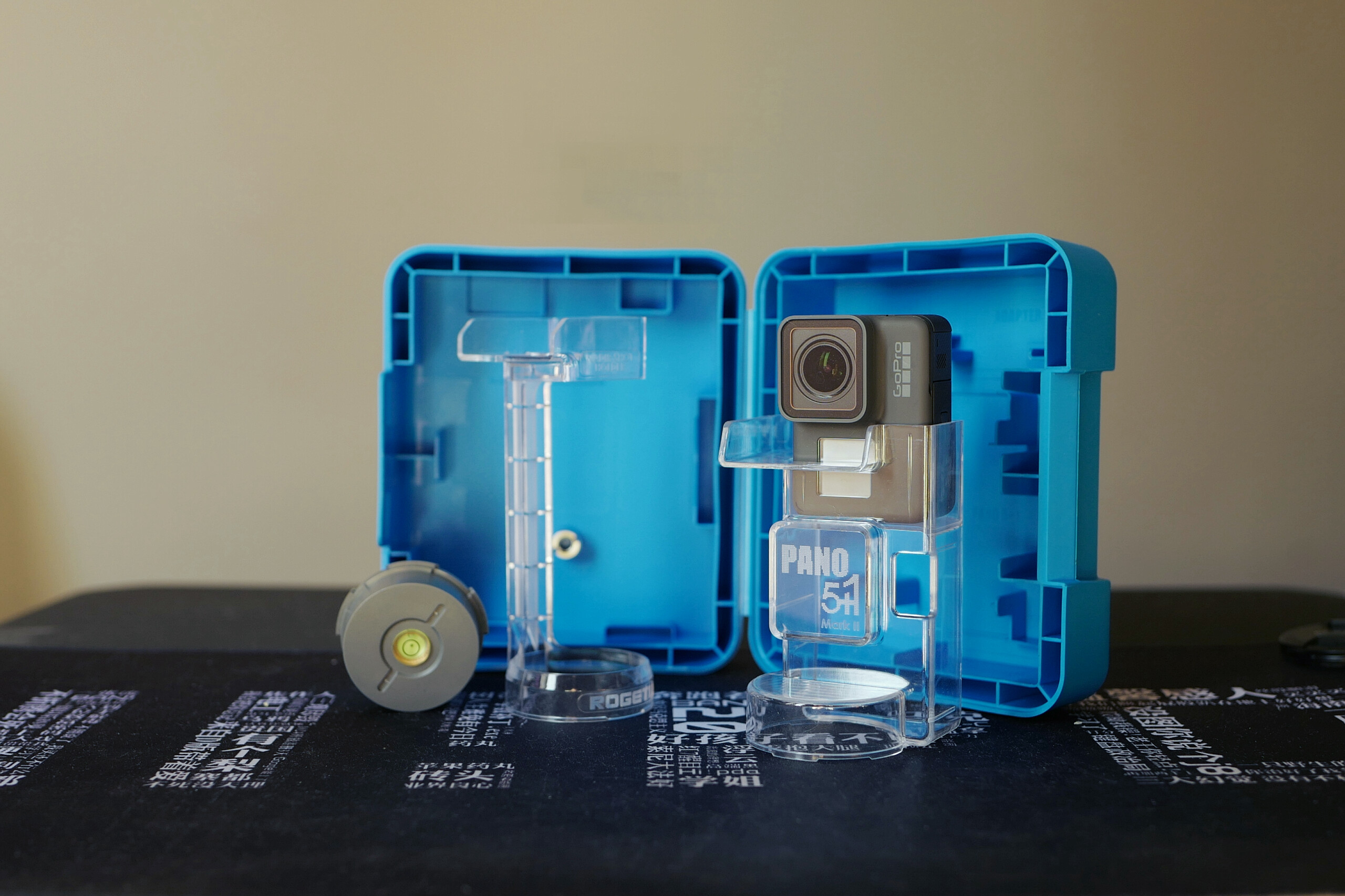
Pano5+1 MarkII 套装合影

Pano5+1（Pano5plus1）是一款配合GoPro运动相机使用的全景云台附件，由来自中国大陆的建筑师周若谷设计。初代产品最早在2016年于Indiegogo平台发起众筹，筹得$10,931取得成功。
目前最新的产品为2017年更新款的Pano5+1 Mark2，同样通过Indiegogo众筹发行。

## 概述
自2013年，理光公司推出了一次成像（不需要后期拼接处理）的全天球相机THETA以来，特别是芯片厂商如安霸、瑞芯微等解决方案的推出，使得全景相机迅速普及，全景摄影相关的设备重新进入消费视野。以及藉由2015年开始，如HTC Vive、Oculus Rift等诸多VR沉浸式设备推出，全景内容作为VR设备的补充，也受到了相关投资者的重视。
然而明显的限制在于，消费级的双目全景相机方案，分辨率存在限制，在较高要求的商业应用中无法满足需求。而传统的专业设备门槛较高，每次拍摄时对齐光心（Optical center，全景摄影中也称作节点）费时费力。相比起来，用设计好的附件，辅助具有固定超广角/鱼眼镜头的运动相机进行全景拍摄，在最终画面质量和便利性上是一个很好的平衡；Pano5+1的核心概念即为填补这个区块的空白。选择成熟稳定，且具有广泛市场占用量的GoPro产品作为全景拍摄机型，也适合用户接触全景摄影。

产品本身并不附带图像拼接软件，用户可以选择诸如hugin、PTGui等成熟产品；官方则推荐使用PanoramaStudio Pro以获得较好效果。
由于原生的设计区隔，与全景相机不同，Pano5+1不适合用于拍摄全景视频。

### Pano5+1 初代
初代Pano5+1产品源自用户社区的需求讨论，原本为GoPro设计多角度附件『Slopes』的建筑摄影师周若谷于是在Indigogo开启了众筹，在用户中反响热烈。
名称的5+1来源于拍摄过程的总结：即在水平位置旋转一圈拍摄五张照片，之后平置GoPro，拍摄一张完整的天空，即完成了全景图片素材拍摄（会留下地面位置空缺，可加拍摄者水印）。之后以图像软件处理即可得到全景照片。
产品主体采用红色ABS塑料材质，具有可容纳GoPro Hero 4的榫位（向下支持前代的Hero3与Hero3+），边缘具有对应5等分圆周的刻度供拍摄校准。底座设计考虑了具体的摄影场景，允许用饮料瓶代替脚架，所以除了对常见的1/4"与3/8"螺纹的支持，还特别安排了对饮料瓶螺纹的适配。

### Pano5+1 MarkII
GoPro在2016年下半发布了新款的中坚机型GoPro Hero 5，虽然相比系列前代机型一年一更的介绍，来得稍微迟了些，但是带来不少改进。其中对于静态摄影的提升，体现在提供了RAW文件格式存储以及支持语音触发快门；内置的GPS模块也更有利于后期的基于地理信息的管理。

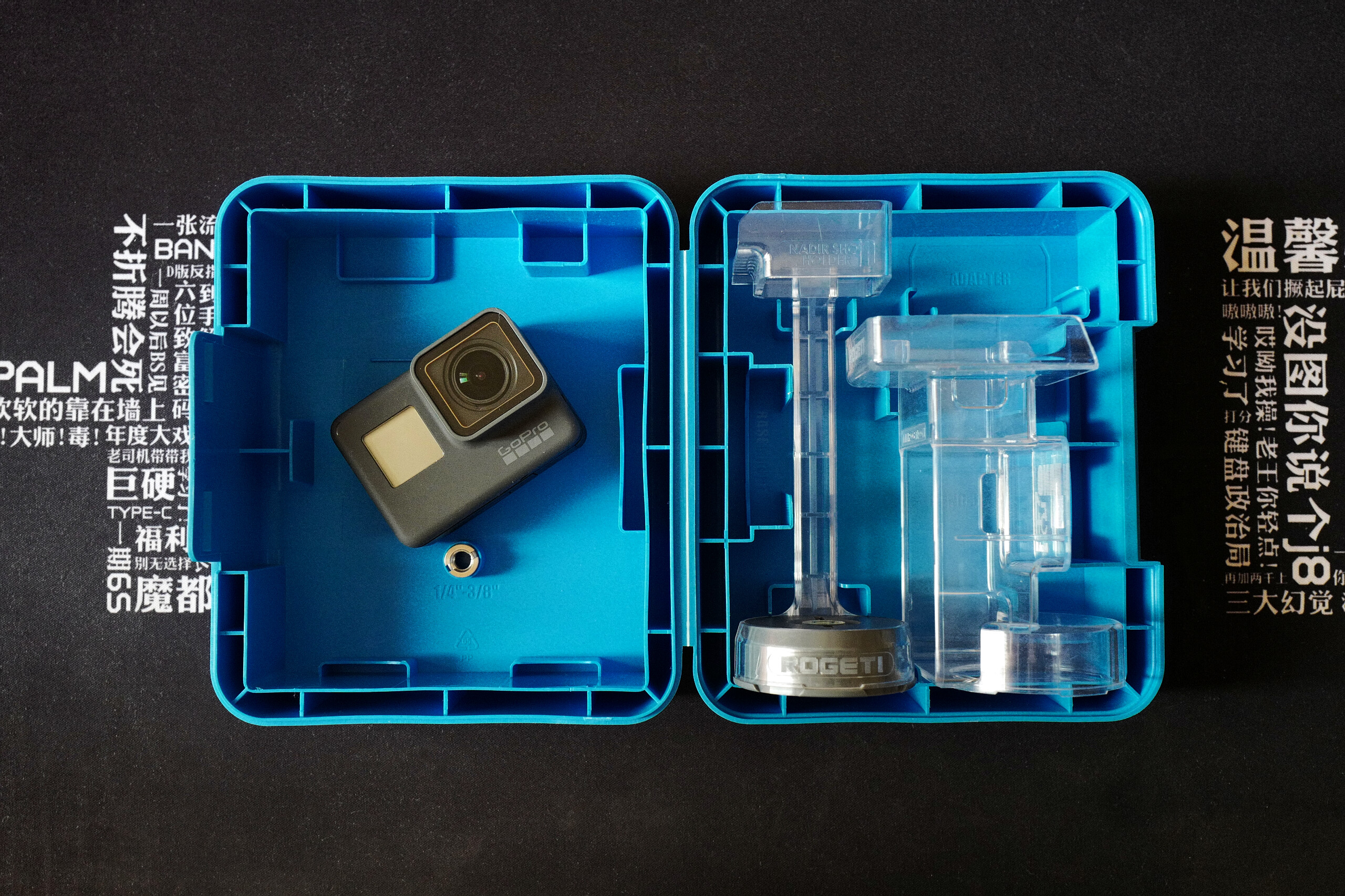
Pano5+1 Mark II 套装的合影

但GoPro Hero 5在尺寸上相比前代更大，为了适配新款GoPro，于是推出了新校正光心位置的二代产品，同时根据讨论意见，做了做多改进：
- 增加补地支架，拍摄时多拍摄两张地面可减小地面黑洞 在初版推出后，以3D打印附件形式追加；二代套装内直接提供
- 材质改为无色透明，这样设备本色投射影子较淡，方便后期消去处理
- 采用了一体式的收纳方案，一个盒子内可以放下套装的支架主体、补地附件、底座与GoPro Hero 5（或3/4与适配器）；盒子采用蓝色塑料一体成型，也被戏称作“蓝饭盒”[7]

## 评价
全景摄影相对小众，测试与评价多来自核心用户，而媒体意见较少，如DigitalRev认为其灵活应用饮料瓶作为支撑的设计非常值得称道，Cult of Mac认为Pano5+1本质属性是GoPro的附件（Gadget），而一定程度可以帮助GoPro推进寻找更多潜力；而全景相关信息网站360Rumors关注点在于，其可以提供65MP，RAW格式的高规格全景图，相比消费级全景相机有质的不同。
来自中国大陆的全景摄影师kmnet则通过洗衣机内的实拍，表扬了Pano5+1出色而精确的节点匹配。